# 林仙之
林仙之（日语：林 仙之、はやし なりゆき，1877年1月5日－1944年5月31日）日本陆军军人。最终军衔陆军大将。

## 生平
林仙之1877年1月5日出生于熊本县上益城郡朝日村（现山都町）。为林兼八次子。毕业于成城学校和陆军幼年学校后，1897年11月毕业于陆军士官学校第9期，次年6月任步兵少尉。历任步兵第13连队副官、步兵第13连队补充大队中队长。日俄战争期间，任步兵第13连队中队长。后任后备第1师团副官，后回到因参加日俄战争而中退的陆军大学校，1908年11月毕业于陆军大学校第20期。
后历任步兵第13连队中队长、参谋本部员、山口连队区司令官、步兵第3连队长、陆军步兵学校教育部长，并曾赴欧洲出差。1923年8月晋升陆军少将。历任步兵第30旅团长、朝鲜军参谋长、陆军士官学校校长，1927年12月晋升陆军中将。后历任教育总监部本部长、第1师团长、东京警备司令官等职， 1934年3月晋升陆军大将，转入预备役。 1937年2月，被任命为陆军高等军事法庭法官，与矶村年陆军大将等人负责审理226事件。后任大日本伤痍军人协会会长。

## 荣誉
位阶
- 1927年12月28日-从四位[1]

勋章等
- 1929年1月30日 - 勋二等瑞宝章
- 1940年8月1日-纪元2600年祝典纪念章[2]

## 亲属
- 岳父 大迫尚敏陆军大将

1. ↑  『官報』第358号「叙任及辞令」1928年3月10日。
2. ↑  『官報』第4438号・付録「辞令二」1941年10月23日。